# Anna Boutkevytch
Anna Boutkevytch, en ukrainien : Анна Геннадіївна Буткевич, née le 27 février 1985 à Dnipro, est une actrice chanteuse et présentatrice de télévision et de radio ukrainienne.

## Biographie
Elle est connue pour la présentation d'une émission de radio populaire Sans maquillage où elle a rencontré John Malkovich, Monatik, Lennox Lewis, Sergueï Bubka. Elle était présentatrice, au tapis rouge, du Concours Eurovision de la chanson 2017. Elle présente l’émission télévisuelle Menu santé (ЗОЖ-меню) à partir de 2018.
En 2006, elle a épousé le député Serhiy Rybalka du Parti radical d'Oleh Liachko.

## Filmographie
Elle est surtout connue en France pour Cold Blood Legacy : La Mémoire du sang mais a aussi tourné dans De hrochi (Де гроші) en 2021 ; Gambit: Playing for Keeps, un court-métrage télévisé ; Legacy of Lies ou Present Continuum.

## Musicienne
- 2019 "Sans maquillage" clip mettant en scène un mannequin et champion du monde d'arts martiaux Nick Bateman[3]
- 2020 Sous l'aile du bien Seryoga[4].